# Liste von Psychiatrien in Rheinland-Pfalz
Die Liste von Psychiatrien in Rheinland-Pfalz erfasst ehemalige und aktuelle psychiatrische Fachkliniken des heutigen Landes Rheinland-Pfalz.

## Liste
Chronologisch nach Gründung.
| Name                                                                                       | Ort                    | Gründung | Bemerkungen                                                                               | Bild |
| ------------------------------------------------------------------------------------------ | ---------------------- | -------- | ----------------------------------------------------------------------------------------- | ---- |
| Pfalzklinikum für Psychiatrie und Neurologie                                               | Klingenmünster         | 1857     | Eröffnet als „Kreis-Irrenanstalt Klingenmünster“.                                         |      |
| Jacoby’sche Heil- und Pflegeanstalt                                                        | Bendorf                | 1869     | Bestand bis 1942.                                                                         |      |
| Stiftung Scheuern                                                                          | Scheuern               | 1869     | Ab 1869 „Anstalt für Blödsinnige“, heute eine Einrichtung für Menschen mit Behinderungen. |      |
| Rhein-Mosel-Fachklinik Andernach                                                           | Andernach              | 1876     | Als „Provinzialirrenanstalt“ eröffnet.                                                    |      |
| Dr. von Ehrenwall’sche Klinik                                                              | Bad Neuenahr-Ahrweiler | 1877     | Als „Dr. von Ehrenwall'sche Kuranstalt für Gemüths- und Nervenkranke“ gegründet.          |      |
| Rheinhessen-Fachklinik Alzey                                                               | Alzey                  | 1908     | Als „Landesnervenklinik“ bekannt.                                                         |      |
| Pfalzinstitut – Klinik für Kinder- und Jugendpsychiatrie, Psychosomatik und Psychotherapie | Klingenmünster         | 1985     | Aus dem „Pfalzklinikum für Psychiatrie und Neurologie“ hervorgegangen.                    |      |